# Mezőszentgyörgy, Fejér
Mezőszentgyörgy  este un sat în districtul Polgárd, județul Fejér, Ungaria, având o populație de 1.339 de locuitori (2011). 

## Demografie
Componența etnică a satului Mezőszentgyörgy
     Maghiari (96,45%)
     Romi (2,37%)
     Alții (1,18%)
Componența confesională a satului Mezőszentgyörgy
     Reformați (19,27%)
     Fără religie (14,49%)
     Necunoscută (65,35%)
     Atei (0,9%)
     Alte religii (1,34%)
Conform recensământului din 2011, satul Mezőszentgyörgy avea 1.339 de locuitori. Din punct de vedere etnic, majoritatea locuitorilor (96,45%) erau maghiari, cu o minoritate de romi (2,37%). Nu există o religie majoritară, locuitorii fiind reformați (19,27%) și persoane fără religie (14,49%). Pentru 65,35% din locuitori nu este cunoscută apartenența confesională.